# Costantino Bertolla
Costantino Bertolla, né le 17 mai 1963, est un coureur de fond italien spécialisé en course en montagne. Il est champion du monde de course en montagne 1990.

## Biographie
Il remporte la première édition du Challenge Stellina en 1989 avec Luigi Bortoluzzi qui est alors une course de relais. Il prend ensuite part au Trophée mondial de course en montagne à Die où il décroche la médaille d'argent derrière Jairo Correa sur le parcours long. Il y remporte également la médaille d'or par équipes avec Luigi Bortoluzzi et Fabio Ciaponi. L'année suivante, il prend sa revanche sur le Colombien et remporte le titre de champion du monde de course en montagne à Telfes. Le même trio italien remporte le titre par équipes.
En 1991, il remporte à nouveau le Challenge Stellina mais avec Davide Milesi et décroche le titre de champion d'Italie de course en montagne. Il termine cinquième du Trophée mondial de course en montagne à Zermatt et remporte sa troisième médaille d'or par équipes.
Lors du Trophée mondial de course en montagne 1992 à Suse, malgré les encouragements du public, il ne parvient pas à se mêler à la lutte pour la victoire et se contente de la troisième marche du podium. Il décroche la médaille d'argent au classement par équipes, l'Italie étant battue par la France.

## Palmarès
| no  | masculin           | Course                                | Longueur | Départ            | Temps           |
| --- | ------------------ | ------------------------------------- | -------- | ----------------- | --------------- |
| 1re | Médaille d'or      | Scalata dello Zucco                   | 15 km    | 1988              | 1 h 12 min 39 s |
| 2e  | Médaille d'argent  | Trophée mondial de course en montagne | 16,38 km | 16 septembre 1989 | 1 h 13 min 17 s |
| 1re | Médaille d'or      | Scalata dello Zucco                   | 15 km    | 1990              | 1 h 12 min 34 s |
| 1re | Médaille d'or      | Trophée mondial de course en montagne | 14,3 km  | 15 septembre 1990 | 1 h 15 min 27 s |
| 5e  | 5e                 | Trophée mondial de course en montagne | 17,3 km  | 8 septembre 1991  | 1 h 28 min 34 s |
| 1re | Médaille d'or      | Scalata dello Zucco                   | 11 km    | 1992              | 54 min 51 s     |
| 3e  | Médaille de bronze | Trophée mondial de course en montagne | 14,67 km | 30 août 1992      | 1 h 11 min 47 s |
| 1re | Médaille d'or      | Scalata dello Zucco                   |          | 1993              | 43 min 32 s     |
| 6e  | 6e                 | Trophée mondial de course en montagne | 10,94 km | 5 septembre 1993  | 52 min 12 s     |

## Records
| Épreuve       | Performance    | Date           | Lieu         |
| ------------- | -------------- | -------------- | ------------ |
| Semi-marathon | 1 h 6 min 10 s | Villa Lagarina | 27 mars 1994 |